# Kaukasische Post
Die Kaukasische Post ist eine deutschsprachige Zeitung in Tiflis, Georgien. Sie erschien von 1906 bis 1922 wöchentlich und seit ihrer Neugründung 1994 einmal im Monat.

## Geschichte
Die erste Ausgabe der Kaukasischen Post wurde am 18. Juni 1906 von Kurt von Kutschenbach publiziert. Chefredakteur war der Schriftsteller und Journalist Arthur Leist. Die Kaukasische Post war die einzige Zeitung für die Gruppe der Kaukasiendeutschen im Nordkaukasus, in Georgien, Aserbaidschan und Armenien. Während des Ersten Weltkrieges wurde die Herausgabe vorübergehend bis 1918 eingestellt. Nach Gründung der Georgischen Sozialistischen Sowjetrepublik im Jahre 1922 wurde die Herausgabe der Kaukasischen Post erneut sistiert.
Im Oktober 1994 kam es zur Wiederauflage der Kaukasischen Post unter der Trägerschaft der „CUNA Georgica – Gesellschaft zur Förderung der Kultur und der Natur in Georgien“ in Tiflis. Anschließend stand sie im Jahr 2011 wieder kurz vor der Schließung und wird seither als Kaukasische Post. Die deutsche Monatszeitung aus dem Südkaukasus durch den KAROmedia Verlag unter der Redaktion von Götz-Martin Rosin und Rainer Kaufmann herausgegeben (Stand 2015).
Es ist die einzige deutschsprachige Zeitung im Kaukasus und erscheint einmal im Monat.
2019 wurde der Zeitung der Institutionenpreis Deutsche Sprache zuerkannt.

## Ausgaben
- https://dspace.nplg.gov.ge/handle/1234/112115 Alle 739 Ausgaben von 1906 bis 1922 als pdf zum Download.
- Kaukasische Post. Tiflis 1906–1914, OCLC 931634521 (digi.ub.uni-heidelberg.de und auf DiFMOE)
- Kaukasische Post. Adenau, Tiflis 1994–2011, OCLC 163640327
- Kaukasische Post. Die deutsche Monatszeitung aus dem Südkaukasus. Tiflis seit 2012.